# Benny Moré (álbum)
Benny Moré es un álbum de estudio póstumo del cantante y compositor cubano Bartolomé Maximiliano Moré Gutiérrez, más conocido como Benny Moré, fallecido en 1963. Fue lanzado en 1971 por el sello chileno DICAP.
Este disco sucede al álbum de Violeta Parra Canciones reencontradas en París, que también fue una edición póstuma.